# ロスト・チェンジ
『ロスト・チェンジ』（Lost Change）は、ウィル・アイ・アムのファーストアルバムである。2001年にリリースされた。ロスト・チェンジはブラック・アイド・ピーズのメンバーによる初のソロアルバムである。このアルバムはブラック・アイド・ピーズのBeat Generationシリーズに選ばれている。
このアルバムに収録されているI Amという曲は、ミュージックビデオが作られた。
このアルバムは日本ではリリースされていない。

## トラックリスト
1. "Ev Rebahdee" (feat. プラネット・エイジア)
2. "Lay Me Down" (feat. テリー・デクスター)
3. "Possessiones"
4. "Tai Arrive"
5. "If You Didn't Know" (feat. マイキル・マイヤーズ)
6. "Money" (feat. The Horn Dogs, Huck Fynn & Oezlem)
7. "Lost Change"
8. "I Am"
9. "Hooda Hella U" (feat. メデゥーサ)
10. "Lost Change in E Minor"
11. "Yadda Yadda"
12. "Em a Double Dee" (feat. マッド・ドッグ)
13. "Control Tower"
14. "Lost Change in D Minor"